# Pierre Vedye Roger
Pierre Vedye Roger est un homme politique français né le 23 mai 1760 à Dourdan (Essonne) et décédé le 17 mars 1825 à Étampes (Essonne).
Lieutenant général du bailliage de Dourdan en 1789, il prend le parti des idées nouvelles. Président du tribunal du district, administrateur du département de Seine-et-Oise, il est ensuite président de l'administration municipale de Dourdan. Il est maintenu comme maire sous le Consulat et devient président du tribunal de première instance d’Étampes sous l'Empire. Il est député de Seine-et-Oise de 1815 à 1816, siégeant dans la majorité de la Chambre introuvable.

## Sources
- « Pierre Vedye Roger », dans Adolphe Robert et Gaston Cougny, Dictionnaire des parlementaires français, Edgar Bourloton, 1889-1891 [détail de l’édition]